# Bazouges-sur-le-Loir

Bazouges-sur-le-Loir este o comună în departamentul Sarthe, Franța. În 2009 avea o populație de 1,184 de locuitori.